# Reseda haussknechtii
Reseda haussknechtii är en resedaväxtart som beskrevs av Muell.-arg. Reseda haussknechtii ingår i släktet resedor, och familjen resedaväxter. Inga underarter finns listade i Catalogue of Life.